# 牡蛎湾 (亚拉巴马州)
牡蛎湾（英語：Oyster Bay）是位於美國阿拉巴馬州鮑德溫縣的一個非建制地區。該地的面積和人口皆未知。

## 地理
牡蛎湾的座標為30°17′08″N 87°44′35″W / 30.285556°N 87.743056°W，而該地最高點為海拔高度3米（即10英尺）。